# 21 kwietnia
21 kwietnia jest 111. (w latach przestępnych 112.) dniem w kalendarzu gregoriańskim. Do końca roku pozostaje 254 dni.

## Święta
- Imieniny obchodzą: Abelard, Aleksandra, Anastazy, Anzelm, Apollina, Apollon, Apoloniusz, Bartłomiej, Bartosz, Dobrosułka, Drogomił, Feliks, Konrad, Konrada, Roman i Żelisław
- Brazylia – Tiradentes
- Starożytny Rzym – Parilia (rocznica założenia Rzymu)
- Ruch Rastafari – Święto Przybycia cesarza Hajle Syllasje I na Jamajkę
- Wspomnienia i święta w Kościele katolickim[1][2] obchodzą:
  - św. Anastazy I z Antiochii
  - św. Anastazy Synajski (Synaita)
  - św. Anzelm z Canterbury (biskup i doktor Kościoła)
  - św. Apelles (biskup)
  - św. Konrad z Parzham (brat zakonny)

## Wydarzenia w Polsce
- 1368 – Król Kazimierz III Wielki wydał Statut żupny.
- 1548 – Król Zygmunt I Stary nadał prawa miejskie Karczewowi.
- 1734 – Wojna o sukcesję polską: wojsko polskie dowodzone przez wojewodę lubelskiego Jana Tarłę poniosło klęskę w bitwie z Rosjanami pod Wyszecinem.
- 1809 – Podczas wojny polsko-austriackiej na niespełna trzy tygodnie Toruń stał się stolicą Księstwa Warszawskiego, będąc miejscem rezydowania ewakuowanej z Warszawy Rady Stanu.
- 1831 – Powstanie listopadowe: w bitwie pod Sokołowem Podlaskim szwadron kawalerii polskiej z 1. pułku ułanów rozbił rosyjski oddział strzelców konnych.
- 1848 – Powstanie wielkopolskie: porażka powstańców w bitwie w Koźminie Wielkopolskim.
- 1863 – Powstanie styczniowe:
  - Pod Rypinem został wzięty do niewoli przez Rosjan gen. Zygmunt Padlewski.
  - Zwycięstwa powstańców w bitwach pod Ginietynami i pod Gorenicami.
- 1920 – Podpisano umowę polityczną pomiędzy polskim rządem i Symonem Petlurą, uznającą prawo Ukrainy do niezawisłości.
- 1923 – W Krakowie przed domem rektora UJ prof. Władysława Natansona eksplodowała bomba, niszcząc elewację budynku, bramę wjazdową i sień.
- 1931 – Ukazało się pierwsze wydanie krakowskiego tygodnika sportowego „Raz, Dwa, Trzy”.
- 1936 – Sejm RP przyjął ustawę o stosunku państwa do Muzułmańskiego Związku Religijnego w RP.
- 1939 – Bolesław Czuchajowski został prezydentem Krakowa.
- 1940 – Utworzono Komitet Porozumiewawczy Organizacji Niepodległościowych.
- 1944 – UPA dokonała w dniach 19–21 kwietnia masakry ok. 200 Polaków i polskich Ormian w Kutach w dawnym województwie stanisławowskim.
- 1948 – Założono Klub Sportowy Sztorm Szczecin (dziś pod nazwą Morski Klub Sportowy Pogoń Szczecin).
- 1951 – Władysław Gomułka poślubił Zofię Szoken.
- 1952 – Zatwierdzono projekt architektoniczny Pałacu Kultury i Nauki w Warszawie.
- 1956 – W Krakowie odbył się pierwszy w kraju oficjalny mecz brydżowy.
- 1957 – Założono klub piłkarski Hutnik Warszawa.
- 1961 – Premiera filmu Odwiedziny prezydenta w reżyserii Jana Batorego.
- 1979 – Józef Glemp otrzymał sakrę biskupią.
- 1980 – 7 górników zginęło w katastrofie w KWK „Barbara-Chorzów”.
- 1985 – Odkryto Jaskinię Załom w Sudetach Wschodnich.
- 1988 – W krakowskim więzieniu Montelupich wykonano po raz ostatni w Polsce wyrok śmierci.
- 2001 – Założono Ligę Polskich Rodzin.
- 2004 – Józef Oleksy został wybrany na marszałka Sejmu RP, zastępując Marka Borowskiego.
- 2006 – Premiera filmu Wszyscy jesteśmy Chrystusami w reżyserii Marka Koterskiego.
- 2009 – Andruty kaliskie zostały wpisane na listę produktów regionalnych o chronionym oznaczeniu geograficznym.
- 2022 – W KWK „Pniówek” w Pawłowicach doszło do kolejnych wybuchów metanu, co wymusiło przerwanie akcji ratunkowej. W katastrofie w sumie zginęło 16 górników i ratowników górniczych, a 30 zostało rannych.

## Wydarzenia na świecie

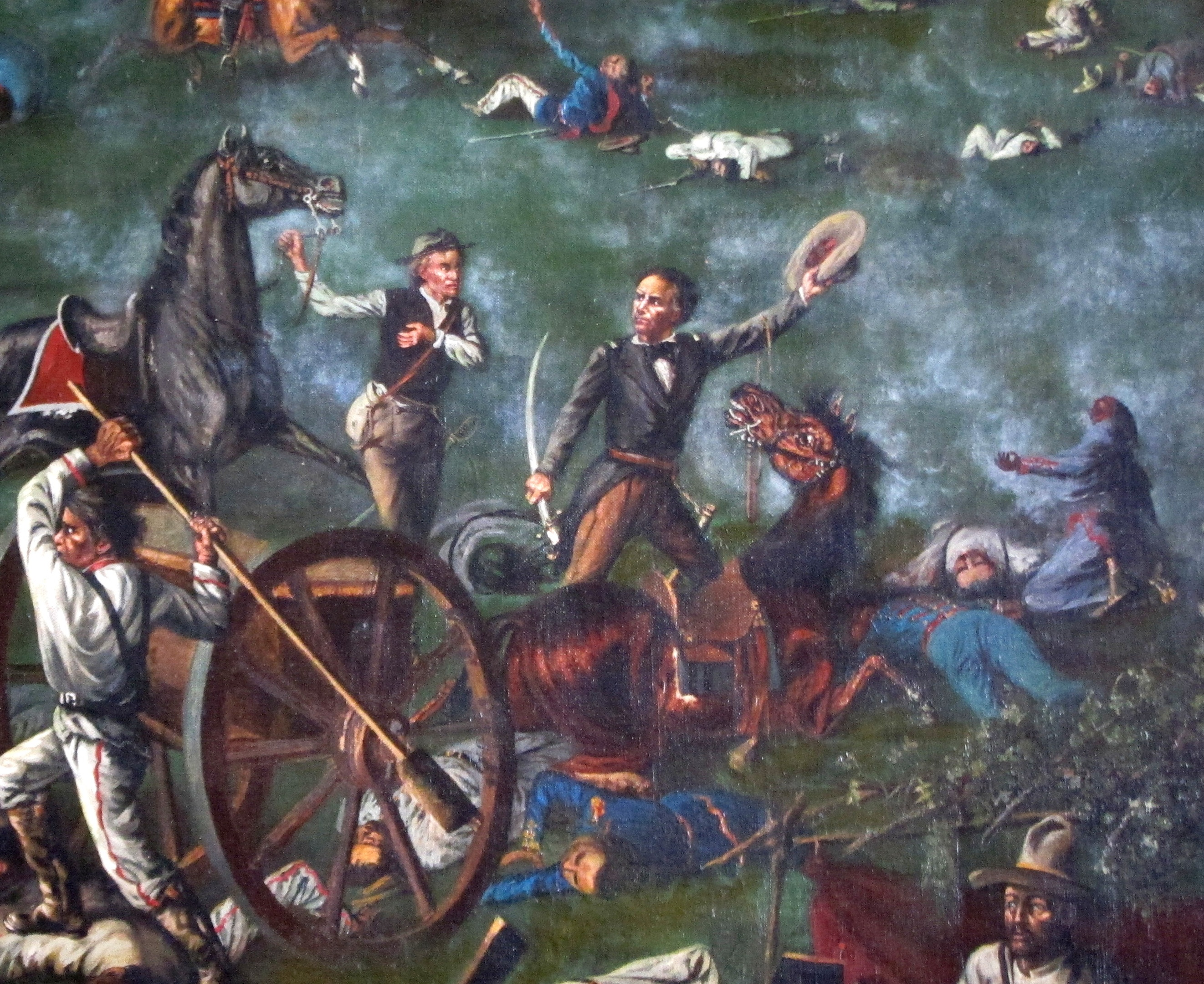
Sam Houston pod San Jacinto na obrazie H.A. McArdle’a

- 753 p.n.e. – Romulus i Remus założyli Rzym – początek rachuby kalendarza rzymskiego Ab Urbe Condita (data tradycyjna).
- 43 p.n.e. – Zwycięstwo wojsk senackich nad zwolennikami Juliusza Cezara w bitwie pod Mutiną.
- 1092 – Papież Urban II podniósł diecezję Pizy do rangi archidiecezji.
- 1451 – W klasztorze prawosławnym w Ardenicy albański bohater narodowy Skanderbeg poślubił Donikę Kastrioti.
- 1503 – III wojna włoska: zwycięstwo wojsk hiszpańskich nad francuskimi w bitwie pod Seminarą.
- 1509 – Henryk VIII Tudor został królem Anglii.
- 1519 – Flota 11 statków pod dowództwem Hernána Cortésa dotarła do terenów dzisiejszego miasta Veracruz w Meksyku.
- 1526 – W bitwie pod Panipatem książę tamurydzki Babur odniósł decydujące zwycięstwo nad wojskami Sułtanatu Delhijskiego.
- 1615 – Uruchomiono Akwedukt Wignacourta na Malcie.
- 1632:
  - Przywódcy holenderskich mennonitów przyjęli Dordrechckie Wyznanie Wiary.
  - Założono Uniwersytet w Tartu w dzisiejszej Estonii.
- 1734 – Po 95 latach odkopano drugi z pochodzących z V wieku złotych rogów z Gallehus w Danii.
- 1748 – Poświęcono bazylikę św. Apolinarego przy Termach w Rzymie.
- 1749 – W Londynie odbyło się premierowe wykonanie suity Muzyka ogni sztucznych Georga Friedricha Händla.
- 1757 – Wojna siedmioletnia: zwycięstwo wojsk pruskich nad austriackimi w bitwie pod Reichenbergiem (Libercem).
- 1782 – Założono Bangkok.
- 1783 – Zainaugurował działalność Teatr Stanowy w Pradze.
- 1789 – John Adams został zaprzysiężony na pierwszego wiceprezydenta USA (na 9 dni przed zaprzysiężeniem pierwszego prezydenta George’a Washingtona).
- 1796 – I koalicja antyfrancuska: zwycięstwo wojsk francuskich nad sardyńskimi w bitwie pod Mondovì.
- 1809 – V koalicja antyfrancuska: zwycięstwo wojsk francuskich nad austriackimi w bitwie pod Landshut.
- 1821 – Czteroletni Pōmare III został koronowany na króla Tahiti.
- 1822 – Wojna o niepodległość Ekwadoru: zwycięstwo patriotów nad rojalistami w bitwie pod Riobamba.
- 1831:
  - W Bremie została stracona seryjna trucicielka Gesche Gottfried.
  - Założono miasto Ovalle w Chile.
- 1836 – Rewolucja teksańska: zwycięstwo wojsk Republiki Teksasu nad meksykańskimi w bitwie pod San Jacinto.
- 1847 – W Berlinie rozpoczęły się rozruchy głodowe (tzw. rewolucja kartoflana), stłumione po 3 dniach przez wojsko.
- 1853 – Anders Sandøe Ørsted został premierem Danii.
- 1854 – Tomás de Herrera został prezydentem Republiki Nowej Granady.
- 1874 – Austriacki astronom Johann Palisa odkrył planetoidę (137) Meliboea.
- 1876 – Francuski astronom Prosper Henry odkrył planetoidę (162) Laurentia.
- 1878 – Papież Leon XIII ogłosił encyklikę Inscrutabili Dei consilio.
- 1882 – Frederick Whitaker został po raz drugi premierem Nowej Zelandii.
- 1884 – Arlington w Teksasie uzyskało prawa miejskie.
- 1889 – W mediolańskiej La Scali odbyła się premiera opery Edgar Giacoma Pucciniego.
- 1896 – Ustanowiono brytyjski Królewski Order Wiktoriański.
- 1902 – Otto Blehr został premierem Norwegii.
- 1908:
  - Amerykanin Frederick Cook miał jako pierwszy osiągnąć biegun północny. Późniejsze obliczenia wykazały, że dotarł jedynie w jego pobliże.
  - Założono klub piłkarski Víkingur Reykjavík.
- 1912 – W wydawanym w Sofii albańskim czasopiśmie „Liri e Shqipërisë” ukazał się wiersz Betimi mbi flamurit (Przysięga na flagę)  Aleksandra Stavre Drenovy, późniejszy tekst hymnu Albanii.
- 1913 – Zwodowano brytyjski transatlantyk RMS „Aquitania”.
- 1917:
  - I wojna światowa:
  - Niemiecki podwodny stawiacz min SM UC-30 zatonął po wejściu na minę u wybrzeży Jutlandii, w wyniku czego zginęła cała, 27-osobowa załoga.
  - Zwycięstwo marynarki brytyjskiej nad niemiecką w bitwie w Cieśninie Kaletańskiej.
- 1918 – I wojna światowa: niemiecki as myśliwski Manfred von Richthofen („Czerwony Baron”) został zestrzelony nad Francją.
- 1921:
  - Powołano Komunistyczny Uniwersytet Pracujących Wschodu – wyższą uczelnię przygotowującą kadry partyjne dla radzieckich republik Azji Środkowej, ogółu państw azjatyckich i Kaukazu.
  - W Albanii odbyły się pierwsze w historii kraju wybory parlamentarne.
- 1924 – Premiera amerykańskiego niemego filmu komediowego Młody Sherlock Holmes w reżyserii Bustera Keatona.
- 1925 – Utworzono Czuwaską ASRR.
- 1926 – Na cmentarzu al-Baki w Medynie zrównano z ziemią miejsce pochówku szyickich imamów i potomków Mahometa: Hasana ibn Alego, Alego ibn Husajna, Muhammada al-Bakir i Dżafara as-Sadika.
- 1930:
  - Premiera filmu wojennego Na Zachodzie bez zmian w reżyserii Lewisa Milestone’a.
  - W pożarze więzienia stanowego w Columbus w stanie Ohio zginęły 322 osoby, a 230 odniosło obrażenia.
- 1931 – W Paryżu powołano Francusko-Polskie Towarzystwo Kolejowe S.A., mające wybudować i eksploatować magistralę węglową Śląsk-Gdynia.
- 1935:
  - Andrej Toszew został premierem Bułgarii.
  - W trzęsieniu ziemi na Tajwanie zginęło 3276 osób, a ponad 12 tys. zostało rannych.
- 1936:
  - MS „Batory” wypłynął w pierwszy rejs wycieczkowy na trasie Wenecja-Gdynia.
  - W Mandacie Palestyny wybuchły antyżydowskie rozruchy.
  - Zwodowano włoski krążownik „Giuseppe Garibaldi”.
- 1937 – Założono chilijski klub piłkarski CD Universidad Católica.
- 1942:
  - Front wschodni: zwycięstwem Niemców zakończyła się trwająca od 8 lutego bitwa pod Demiańskiem.
  - Front zachodni: w nocy z 21 na 22 kwietnia siły brytyjsko-kanadyjskie dokonały rajdu na pozycje niemieckie we francuskiej nadmorskiej miejscowości Hardelot (operacja „Abercrombie”).
- 1943:
  - Front zachodni: w wyniku niemieckiego nalotu bombowego na szkockie Aberdeen zginęło 125 osób.
  - Założono francuski klub piłkarski FC Nantes.
- 1944 – Kobiety we Francji uzyskały prawo do głosowania.
- 1945:
  - Kampania włoska: 2 Korpus Polski wyzwolił Bolonię.
  - Rozpoczęła się bitwa pod Budziszynem.
  - W Moskwie podpisano polsko-radziecki traktat o przyjaźni i współpracy.
- 1946 – W radzieckiej strefie okupacyjnej powstała Socjalistyczna Partia Jedności Niemiec (SED).
- 1948 – Wojna domowa w Mandacie Palestyny: po wycofaniu brytyjskiego kontyngentu wojskowego z portu Hajfa żydowska organizacja bojowa Hagana zaatakowała tego samego dnia miasto, doprowadzając do ucieczki 100 tys. Arabów i przejmując nad nim kontrolę po dwóch dniach walk.
- 1949 – We Francji dokonano oblotu pierwszego samolotu z silnikiem strumieniowym Leduc 010.
- 1953 – Rozpoczęły się ostatnie wspólne wybory parlamentarne w Danii i na Wyspach Owczych.
- 1958 – Lecący do Denver samolot Douglas DC-7 należący do United Airlines zderzył się nad Nevadą z myśliwcem F-100 Super Sabre, w wyniku czego zginęło 49 osób.
- 1960 – Stolica Brazylii została przeniesiona z Rio de Janeiro do Brasílii.
- 1961 – Holenderski minister spraw zagranicznych Dirk Stikker został sekretarzem generalnym NATO.
- 1962 – W amerykańskim Seattle rozpoczęła się Wystawa Światowa.
- 1963 – Husajn ibn Nasir został premierem Jordanii.
- 1964 – Dokonano oblotu niemieckiego samolotu transportowego HFB 320 Hansa.
- 1966:
  - Cesarz Etiopii Hajle Syllasje I przybył z wizytą na Jamajkę, m.in. aby spotkać się ze starszyzną półoficjalnych komun rastafariańskich. Wizyta ta dała silny impuls do rozwoju Ruchu Rastafari na całym świecie.
  - Minister spraw zagranicznych Andriej Gromyko przybył z wizytą do Rzymu na zakończenie której 27 kwietnia, jako pierwszy radziecki polityk, złożył wizytę w Watykanie, gdzie został przyjęty przez papieża Pawła VI.
- 1967:
  - 24 osoby zginęły, ponad 300 zostało rannych po przejściu tornada nad Belvidere w stanie Illinois.
  - W Grecji płk Jeorjos Papadopulos przeprowadził na kilka dni przed zaplanowanymi wyborami udany zamach stanu, ustanawiając dyktaturę wojskową.
- 1969 – W katastrofie należącego do linii Air India samolotu Fokker F27 nad Pakistanem Wschodnim (obecnie Bangladesz) zginęły wszystkie 44 osoby na pokładzie.
- 1970:
  - Koło miasta Geraldton w Australii Zachodniej farmer Leonard Casley, po sporze z gubernatorem o radykalne zmniejszenie zamówień na dostawy pszenicy, postanowił założyć na swej ziemi mikronację Hutt River, istniejącą do 2020 roku.
  - Wszystkich 36 osób na pokładzie zginęło w katastrofie spowodowanej wybuchem bomby podłożonej w toalecie lecącego z Cauayan do Manili, należącego do Philippine Airlines samolotu Hawker Siddeley HS 748.
- 1971:
  - 19-letni Jean-Claude Duvalier został prezydentem Haiti (najmłodszym w historii na świecie).
  - Przechowywany w Kopenhadze zbiór staroislandzkich rękopisów Codex Regius został zwrócony do Reykjavíku.
- 1974 – W Londynie powołano trockistowski Komitet na rzecz Międzynarodówki Robotniczej.
- 1975:
  - Ukazał się album ABBA szwedzkiej grupy ABBA.
  - W obliczu klęski w wojnie z Wietnamem Północnym prezydent Wietnamu Południowego Nguyễn Văn Thiệu ustąpił ze stanowiska i wyjechał na Tajwan.
  - Wprowadzono Europejską Jednostkę Rozrachunkową (EUA).
- 1976 – Ziaur Rahman został prezydentem Bangladeszu.
- 1985 – Radziecka interwencja w Afganistanie: kompania Specnazu wpadła na przełęczy Marawara w zasadzkę mudżahedinów.
- 1987 – W przeprowadzonym przez Tamilskich Tygrysów zamachu bombowym w Kolombo zginęło 113 osób, a około 300 zostało rannych.
- 1989 – Japońskie przedsiębiorstwo Nintendo wprowadziło na rynek przenośną konsolę gier wideo Game Boy.
- 1990 – Rozpoczęła się 46. podróż apostolska Jana Pawła II do Czechosłowacji.
- 1991 – Klub Paryski zredukował o 50% polski dług zagraniczny.
- 1992:
  - Otwarto szybką kolej Madryt-Sewilla.
  - Reprezentacja Polski w futsalu rozegrała w hiszpańskim Burjassot swój pierwszy oficjalny mecz, remisując z Rosją 7:7.
- 1993:
  - Były boliwijski dyktator Luis García Meza został skazany na 30 lat pozbawienia wolności.
  - Stacja CBS rozpoczęła emisję serialu Strażnik Teksasu.
- 1995:
  - Izrael został członkiem Światowej Organizacji Handlu (WTO).
  - Premiera komedii romantycznej Ja cię kocham, a ty śpisz w reżyserii Jona Turteltauba.
  - Założono giełdę papierów wartościowych w Bukareszcie.
- 1996 – W rosyjskim ataku rakietowym zginął prezydent Czeczenii Dżochar Dudajew.
- 1997 – Inder Kumar Gujral został premierem Indii.
- 2000 – Rosja ratyfikowała Traktat o całkowitym zakazie prób z bronią jądrową (CTBT).
- 2002 – We Francji odbyła się I tura wyborów prezydenckich. Do II tury przeszli: ubiegający się o reelekcję Jacques Chirac i lider Frontu Narodowego Jean-Marie Le Pen.
- 2004:
  - Macky Sall został premierem Senegalu.
  - W wyniku wybuchu samochodu-pułapki w irackiej Basrze zginęły 74 osoby, a ponad 100 zostało rannych.
- 2007 – Umaru Yar’Adua wygrał w I turze wybory prezydenckie w Nigerii.
- 2009 – Została uruchomiona Światowa Biblioteka Cyfrowa.
- 2010 – D.M. Jayaratne został premierem Sri Lanki.
- 2011 – Wojna domowa w Syrii: prezydent Baszszar al-Asad podpisał dekret znoszący obowiązujący od 1963 roku stan wyjątkowy.
- 2013:
  - Horacio Cartes wygrał wybory prezydenckie w Paragwaju.
  - Wojna domowa w Syrii: zwycięstwem sił rządowych zakończyła się bitwa w Dżudajdat al-Fadl.
- 2018 – Zmarła japońska superstulatka Nabi Tajima, najstarsza osoba na świecie zweryfikowana przez Gerontology Research Group, będąca jednocześnie ostatnią znaną osobą urodzoną jeszcze w XIX wieku[3].
- 2019:
  - Wołodymyr Zełenski wygrał w II turze wybory prezydenckie na Ukrainie, pokonując ubiegającego się o reelekcję Petra Poroszenkę.
  - W serii zamachów terrorystycznych na Sri Lance zginęło 269 osób, a co najmniej 500 odniosło obrażenia.
- 2021 – Na Morzu Jawajskim zatonął indonezyjski okręt podwodny KRI „Nanggala” wraz z całą, 53-osobową załogą.
- 2022 – W przeprowadzonym przez Państwo Islamskie zamachu bombowym na szyicki meczet w Mazar-i Szarif w prowincji Balch w północnym Afganistanie zginęło 31 osób, a 87 zostało rannych.

## Eksploracja kosmosu
- 1964 – Amerykańskie wojskowe satelity technologiczne Transit 5BN-3 i Transit 5E-4 spłonęły w atmosferze wraz z radioizotopowym generatorem termoelektrycznym po awarii rakiety nośnej.
- 1972 – Lądownik statku Apollo 16 z astronautami Johnem Youngiem i Charlesem Dukiem wylądował na Księżycu.
- 1997 – Odbyły się cztery pierwsze kosmiczne pogrzeby zorganizowane przez amerykańską firmę Celestis.

## Urodzili się
- 1445 – Pietro Riario, włoski kardynał (zm. 1474)
- 1483 – Paolo Giovio, włoski duchowny katolicki, biskup Nocery, historyk (zm. 1552)
- 1488 – Ulrich von Hutten, niemiecki rycerz, pisarz, humanista (zm. 1523)
- 1523 – Marcantonio Bragadin, wenecki prawnik, oficer (zm. 1571)
- 1555 – Ludovico Carracci, włoski malarz, rysownik (zm. 1619)
- 1562 – Valerius Herberger, niemiecki kaznodzieja i teolog luterański (zm. 1627)
- 1568 – Fryderyk II, książę szlezwicko-holsztyński na Gottorp (zm. 1587)
- 1571 – Jacob van Swanenburgh, holenderski malarz (zm. 1638)
- 1575 – Francesco Molino, wenecki admirał, doża Wenecji (zm. 1655)
- 1579 – Henri de Rohan, francuski wojskowy, pisarz, przywódca hugenotów (zm. 1638)
- 1611 – Carlo Carafa della Spina, włoski duchowny katolicki, biskup Aversy, nuncjusz apostolski, kardynał (zm. 1680)
- 1619 – Jan van Riebeeck, holenderski administrator kolonialny (zm. 1677)
- 1651 – Józef Vaz, indyjski duchowny katolicki, misjonarz, błogosławiony (zm. 1711)
- 1652 – Michel Rolle, francuski matematyk (zm. 1719)
- 1661 – Georg Joseph Kamel, morawski jezuita, misjonarz, botanik (zm. 1706)
- 1671 – (data chrztu) John Law, szkocki ekonomista (zm. 1729)
- 1673 – Wilhelmina Amalia Brunszwicka, cesarzowa niemiecka, królowa czeska i węgierska (zm. 1742)
- 1696 – Francesco De Mura, włoski malarz (zm. 1782)
- 1710 – Francesco Foschi, włoski malarz (zm. 1780)
- 1734 – Antonio Sentmanat y Castellá, hiszpański duchowny katolicki, patriarcha Indii Zachodnich, wikariusz generalny armii i floty, kardynał (zm. 1806)
- 1743 – Józef Miączyński, starosta łosicki, rotmistrz chorągwi pancernej, generał wojsk francuskich (zm. 1793)
- 1746 – James Harris, brytyjski arystokrata, dyplomata (zm. 1820)
- 1751 – Ira Allen, amerykański polityk (zm. 1814)
- 1752 – Tomasz Rehm, francuski dominikanin, męczennik, błogosławiony (zm. 1794)
- 1754 – Mikołaj Jan Manugiewicz, polski duchowny katolicki, biskup pomocniczy warszawski, biskup sejneński pochodzenia ormiańskiego (zm. 1834)
- 1758 – Arina Jakowlewa, rosyjska chłopka pańszczyźniana, niania Aleksandra Puszkina (zm. 1828)
- 1763 – François de Charette, francuski generał, rojalista (zm. 1796)
- 1767 – Elżbieta, księżniczka wirtemberska, arcyksiężna austriacka (zm. 1790)
- 1774 – Jean-Baptiste Biot, francuski fizyk, matematyk (zm. 1862)
- 1779 – Agnieszka Opacka, polska hrabina (zm. 1863)
- 1782 – Friedrich Fröbel, niemiecki pedagog (zm. 1852)
- 1790 – Manuel Blanco Encalada, chilijski admirał, polityk, pierwszy prezydent Chile (zm. 1876)
- 1795 – Wincenty Pallotti, włoski duchowny katolicki, założyciel Zjednoczenia Apostolstwa Katolickiego, święty (zm. 1850)
- 1806 – George Cornewall Lewis, brytyjski polityk, pisarz (zm. 1863)
- 1809 – Robert Mercer Taliaferro Hunter amerykański polityk, senator (zm. 1887)
- 1811 – Stanisław Egbert Koźmian, polski tłumacz i wydawca utworów Williama Szekspira (zm. 1885)
- 1814 – Béni Egressy, węgierski kompozytor, tłumacz, aktor (zm. 1851)
- 1816 – Charlotte Brontë, brytyjska pisarka (zm. 1855)
- 1821 – Julius Wilhelm Albert Wigand, niemiecki botanik (zm. 1886)
- 1827 – Wilhelm Habsburg, arcyksiążę, feldzeugmeister Armii Austro-Węgier, wielki i niemiecki mistrz zakonu krzyżackiego (zm. 1894)
- 1828 – Hippolyte Taine, francuski filozof, psycholog, krytyk literacki, historyk sztuki i literatury (zm. 1893)
- 1837 – Fredrik Bajer, duński pacyfista, publicysta, laureat Pokojowej Nagrody Nobla (zm. 1922)
- 1838 – John Muir, szkocko-amerykański przyrodnik, pisarz (zm. 1914)
- 1843 – Walther Flemming, niemiecki lekarz, anatom, wykładowca akademicki (zm. 1905)
- 1847 – Richard Pribram, austriacki chemik, wykładowca akademicki pochodzenia czeskiego (zm. 1928)
- 1848:
  - Johanne Krebs, duńska malarka, działaczka na rzecz praw kobiet (zm. 1924)
  - Carl Stumpf, niemiecki muzykolog, psycholog, wykładowca akademicki (zm. 1936)
  - Robert Wiedersheim, niemiecki anatom, wykładowca akademicki (zm. 1923)
- 1849 – Oskar Hertwig, niemiecki zoolog, embriolog, wykładowca akademicki (zm. 1922)
- 1851 – Charles Barrois, francuski geolog, paleontolog, wykładowca akademicki (zm. 1939)
- 1852 – Victoriano Guisasola y Menéndez, hiszpański duchowny katolicki, arcybiskup Toledo i prymas Hiszpanii, kardynał (zm. 1920)
- 1853 – Charles Malherbe, francuski kompozytor, pisarz muzyczny, archiwista (zm. 1911)
- 1855:
  - Heinrich Grünfeld, niemiecki wiolonczelista (zm. 1931)
  - Theophilus Thompson, afroamerykański niewolnik, szachista (zm. ?)
- 1858:
  - Johann Hadaszczok, niemiecki pedagog, przewodnik i działacz turystyczny (zm. 1895)
  - Antoni Mateczny, polski architekt, radny krakowski, odkrywca źródeł leczniczych w podkrakowskim Podgórzu, założyciel uzdrowiska „Mateczny” (zm. 1934)
- 1859 – Wojciech Dobija, polski generał brygady (zm. 1933)
- 1860:
  - Władysław Buchner, polski poeta, dziennikarz, satyryk (zm. 1939)
  - Jan Ożana, polski działacz oświatowy, społeczny i kulturalny (zm. 1946)
- 1861 – Walter Donald Douglas, amerykański przedsiębiorca (zm. 1912)
- 1864:
  - Karl Lauterbach, niemiecki biolog, geograf, podróżnik (zm. 1937)
  - Max Weber, niemiecki socjolog, historyk, ekonomista, prawnik, religioznawca (zm. 1920)
- 1865 – Stanisław Gall, polski duchowny katolicki, biskup polowy WP, sufragan warszawski (zm. 1942)
- 1870:
  - Stanisław Okoniewski, polski duchowny katolicki, biskup chełmiński (zm. 1944)
  - Edwin Porter, amerykański reżyser i operator filmowy (zm. 1941)
- 1873 – Władysław Skrzyński, polski dyplomata (zm. 1937)
- 1875:
  - Stanisław Gaszyński, polski przemysłowiec, wynalazca, publicysta, polityk, senator RP (zm. 1965)
  - Stanisław Turczynowicz, polski hydrotechnik, wykładowca akademicki, encyklopedysta (zm. 1957)
- 1876 – Antônio Austregésilo, brazylijski neurolog (zm. 1960)
- 1878:
  - Charles d’Arbonneau, francuski generał (zm. 1974)
  - Albert Weisgerber, niemiecki malarz, grafik (zm. 1915)
- 1879:
  - Oskar Erbslöh, niemiecki pilot samolotowy i balonowy (zm. 1910)
  - Jerzy Jampolski, polski prawnik, urzędnik, podpułkownik kawalerii (zm. 1942)
  - Bolesław Karpiński, polski kapitan, legionista, pisarz, tłumacz, publicysta, malarz, pedagog (zm. 1939)
- 1880 – Marian Cynarski, polski prawnik, sędzia, polityk, prezydent Łodzi (zm. 1927)
- 1882 – Percy Williams Bridgman, amerykański fizyk, filozof, laureat Nagrody Nobla (zm. 1961)
- 1886 – Julian Brun, polski krytyk literacki, działacz społeczny (zm. 1942)
- 1888 – Bolesław Gutowski, polski fizjolog (zm. 1966)
- 1889:
  - Roman Grodecki, polski historyk (zm. 1964)
  - Manuel Prado Ugarteche, peruwiański bankier, polityk, prezydent Peru (zm. 1967)
- 1890:
  - Onezym (Fiestinatow), rosyjski biskup prawosławny (zm. 1970)
  - Josef Lenzel, niemiecki duchowny katolicki, przeciwnik nazizmu (zm. 1942)
  - Marc Wright, amerykański lekkoatleta, tyczkarz (zm. 1975)
- 1891 – Wołodymyr Cełewycz, ukraiński adwokat, polityk, poseł na Sejm RP (zm. 1944)
- 1892:
  - Tadeusz Ciecierski, polski oficer, kawaler Orderu Virtuti Militari (zm. 1965)
  - Walter Wessel, niemiecki generał (zm. 1943)
- 1893:
  - Romeo Bertini, włoski lekkoatleta, maratończyk (zm. 1973)
  - Zofia Szmydtowa, polska historyk i teoretyk literatury (zm. 1977)
- 1894 – Ilja Zdaniewicz, rosyjsko-francuski pisarz, wydawca, malarz (zm. 1975)
- 1895 – Willard Rice, amerykański hokeista (zm. 1967)
- 1896 – Henryk Orłoś, polski leśnik, mykolog (zm. 1983)
- 1897 – Aiden Wilson Tozer, amerykański pastor, pisarz (zm. 1963)
- 1898 – Eero Lehtonen, fiński lekkoatleta, pięcioboista (zm. 1959)
- 1900:
  - Arne Andersen, norweski piłkarz (zm. 1986)
  - Wasilij Barabanow, funkcjonariusz radzieckich służb specjalnych (zm. 1964)
  - Hans Fritzsche, niemiecki dziennikarz, komentator radiowy, propagandzista (zm. 1953)
  - Tadeusz Ruta, polski artysta ludowy (zm. 1976)
  - Nikołaj Woinow, radziecki operator filmowy, reżyser filmów animowanych (zm. 1958)
- 1901:
  - Stanisław Owsianka, polski podpułkownik obserwator, działacz emigracyjny (zm. 1976)
  - Stanisław Piaskowski, polski polityk, wojewoda wrocławski, poseł na Sejm Ustawodawczy (zm. 1963)
- 1902:
  - Cyril Gill, brytyjski lekkoatleta, sprinter (zm. 1989)
  - Grzegorz (Grabbe), rosyjski duchowny prawosławny, biskup Waszyngtonu i Florydy (zm. 1995)
- 1903 – Hans Hedtoft, duński polityk, premier Danii (zm. 1955)
- 1904:
  - Odilo Globocnik, austriacki wysoki funkcjonariusz nazistowski, zbrodniarz wojenny pochodzenia słoweńskiego (zm. 1945)
  - Bazyli Hopko, słowacki duchowny greckokatolicki, błogosławiony (zm. 1976)
  - Józef Janicki, polski technolog żywności (zm. 1980)
  - Bernard Schmetz, francuski szpadzista (zm. 1966)
- 1905:
  - Pat Brown, amerykański polityk (zm. 1996)
  - Nikołaj Lachtierow, radziecki generał major (zm. 1998)
- 1906:
  - Agnes Petersen, duńska aktorka (zm. 1973)
  - Ze’ew Szerf, izraelski polityk (zm. 1984)
- 1907:
  - Líster Forján, hiszpański generał, polityk (zm. 1994)
  - Włodzimierz Maurer, polski piłkarz, trener (zm. 1980)
  - Antoni Szałowski, polski kompozytor (zm. 1973)
- 1908:
  - Louis Hostin, francuski sztangista (zm. 1998)
  - Jerzy Hryniewiecki, polski architekt, urbanista (zm. 1989)
  - Ippolit Kononowicz, radziecki polityk (zm. 1974)
  - Adolfo Ley Gracia, hiszpański neurochirurg (zm. 1975)
  - Alfred Lion, amerykański przedsiębiorca i producent muzyczny pochodzenia żydowskiego (zm. 1987)
  - Peter Pietras, amerykański piłkarz (zm. 1993)
- 1909:
  - Józef Kosacki, polski porucznik saperów, inżynier, wynalazca (zm. 1990)
  - Rollo May, amerykański psycholog, psychoterapeuta (zm. 1994)
  - Stanisław Tarnowski, polski ekonomista, działacz turystyczny (zm. 1980)
- 1910:
  - Jozef Herda, czechosłowacki zapaśnik (zm. 1985)
  - Carlos Humberto Rodríguez Quirós, kostarykański duchowny katolicki, arcybiskup metropolita San José de Costa Rica (zm. 1986)
  - Otton Wiszniewski, polski kapitan piechoty, oficer PSZ i AK, cichociemny (zm. 1977)
- 1911:
  - Chuck Chapman, kanadyjski koszykarz (zm. 2002)
  - Leonard Warren, amerykański śpiewak operowy (baryton) pochodzenia żydowskiego (zm. 1960)
  - Zygmunt Wygocki, polski historyk emigracyjny (zm. 1995)
- 1912:
  - Feike Asma, holenderski kompozytor, organista (zm. 1984)
  - Marcel Camus, francuski reżyser i scenarzysta filmowy (zm. 1982)
  - Jan Frankowski, polski prawnik, publicysta, działacz katolicki, polityk, poseł na Sejm PRL (zm. 1976)
- 1913:
  - Milivoj Ašner, chorwacki dowódca pułku ustaszy, kolaborant, zbrodniarz wojenny (zm. 2011)
  - Charles Martin, brytyjski kierowca wyścigowy (zm. 1998)
- 1914:
  - Jean Goujon, francuski kolarz szosowy i torowy (zm. 1991)
  - Marceli Kot, polski major, agent wywiadu wojskowego (zm. ?)
  - Manfred Lachs, polski prawnik, dyplomata, sędzia i przewodniczący Międzynarodowego Trybunału Sprawiedliwości w Hadze (zm. 1993)
- 1915:
  - Garrett Hardin, amerykański ekolog (zm. 2003)
  - Anthony Quinn, amerykański aktor, malarz, rzeźbiarz pochodzenia meksykańsko-irlandzkiego (zm. 2001)
- 1916 – Stefan Wyrzykowski, polski major AK (zm. 1985)
- 1917:
  - Mira Jaworczakowa, polska pisarka, autorka literatury dziecięcej i młodzieżowej (zm. 2009)
  - Jan Mitręga, polski polityk, poseł na Sejm PRL, minister górnictwa i energetyki, wicepremier, dyplomata (zm. 2007)
- 1918 – Stanisław Brzeski, polski kapitan pilot, as myśliwski (zm. 1972)
- 1919:
  - André Bettencourt, francuski przedsiębiorca, polityk (zm. 2007)
  - Don Cornell, amerykański piosenkarz pochodzenia włoskiego (zm. 2004)
  - Licio Gelli, włoski bankier, przedsiębiorca, wolnomularz, polityk (zm. 2015)
- 1920:
  - Edmund Adamkiewicz, niemiecki piłkarz pochodzenia polskiego (zm. 1991)
  - Anselmo Duarte, brazylijski aktor, reżyser, scenarzysta i producent filmowy (zm. 2009)
  - Erik Jørgensen, duński lekkoatleta, średniodystansowiec (zm. 2005)
  - Bruno Maderna, włosko-niemiecki dyrygent, kompozytor (zm. 1973)
  - Hans Henning Ørberg, duński językoznawca (zm. 2010)
  - Bronisław Stoj, polski inżynier mechanik (zm. 2020)
- 1921:
  - Jagna Janecka, polska aktorka (zm. ?)
  - Jan Ptasiński, polski polityk, działacz komunistyczny, publicysta, poseł na Sejm PRL, wiceminister bezpieczeństwa publicznego (zm. 2015)
  - Józef Sałaciński, polski profesor doktor inżynier telekomunikacji (zm. 1998)
  - Danuta Turczynowicz, polska poetka, harcerka, działaczka konspiracyjna (zm. 1943)
- 1922:
  - Iwan Bielakow, radziecki kapitan pilot (zm. 1981)
  - Alistair MacLean, szkocki pisarz (zm. 1987)
  - Stanisław Romanowski, polski inżynier rolnictwa, polityk, poseł na Sejm PRL (zm. 2004)
  - Stanisław Rostocki, rosyjski reżyser i scenarzysta filmowy (zm. 2001)
- 1923:
  - Jakow Estrin, rosyjski szachista, sędzia szachowy pochodzenia żydowskiego (zm. 1987)
  - Gustaw Holoubek, polski aktor, reżyser teatralny, pedagog, polityk, poseł na Sejm PRL i senator RP (zm. 2008)
  - Halfdan Mahler, duński lekarz, dyrektor generalny WHO (zm. 2016)
  - Kazimierz Świtała, polski, polityk, minister spraw wewnętrznych (zm. 2011)
- 1924:
  - Boris Butakow, rosyjski twórca filmów animowanych (zm. 2008)
  - Jerzy Mastalerczyk, polski polityk, poseł na Sejm PRL (zm. 1996)
  - Jerzy Peńsko, polski fizyk jądrowy, wykładowca akademicki (zm. 2021)
- 1925:
  - Henryk Bieniewski, polski krytyk teatralny, dziennikarz, publicysta, uczestnik powstania warszawskiego (zm. 2018)
  - Alfred Kelbassa, niemiecki piłkarz (zm. 1988)
  - Solomon Perel, niemiecki przedsiębiorca, pisarz, wydawca (zm. 2023)
- 1926:
  - Elżbieta II, królowa Wielkiej Brytanii (zm. 2022)
  - Mustafa Ertan, turecki piłkarz, trener (zm. 2005)
- 1927:
  - Gerald Flood, brytyjski aktor (zm. 1989)
  - Poul Svendsen, duński wioślarz (zm. 2024)
  - Remo Venturi, włoski motocyklista wyścigowy
- 1928 – Zygmunt Fagas, polski architekt, urbanista (zm. 1992)
- 1929:
  - Barbara Czałczyńska, polska pisarka (zm. 2015)
  - Zygmunt Janota, polski plastyk, architekt wnętrz, konserwator zabytków (zm. 2019)
  - Zachariasz Łyko, polski pastor Kościoła Adwentystów Dnia Siódmego, teolog, publicysta (zm. 2008)
  - Maria Olszewska, polska biolog (zm. 2011)
  - Denzil Thomas, walijski rugbysta (zm. 2014)
- 1930:
  - Mário Covas, brazylijski polityk (zm. 2001)
  - Piotr Friedrich, polski reżyser, scenarzysta, realizator telewizyjny
  - Silvana Mangano, włoska aktorka (zm. 1989)
  - Jack Taylor, angielski sędzia piłkarski (zm. 2012)
- 1931:
  - Barnaba (Kiedrow), rosyjski biskup prawosławny, metropolita czeboksarski i czuwaski (zm. 2020)
  - Krzysztof Łypacewicz, polski inżynier, więzień polityczny, działacz opozycji antykomunistycznej (zm. 2017)
  - Ferdynand Matysik, polski aktor (zm. 2021)
- 1932:
  - Hubert Antoszewski, polski aktor (zm. 1999)
  - Kalevi Huuskonen, fiński biathlonista (zm. 1999)
  - Łora Jakowlewa, rosyjska szachistka
  - Elaine May, amerykańska aktorka, reżyserka i scenarzystka filmowa, komik
  - Angela Mortimer, brytyjska tenisistka
  - Jan Uryga, polski aktor, reżyser, mim, choreograf (zm. 1986)
- 1933:
  - Easley Blackwood, amerykański pianista, kompozytor (zm. 2023)
  - Stanisław Frycie, polski historyk literatury, profesor nauk humanistycznych (zm. 2013)
  - Stanisław Heidner, polski ślusarz, polityk, poseł na Sejm PRL (zm. 2024)
  - Ignacy Zakka I Iwas, iracki duchowny monofizyckiego Kościoła jakobickiego, patriarcha (zm. 2014)
- 1934:
  - Krystyna Karwicka-Rychlewicz, polska dziennikarka (zm. 2016)
  - Gheorghe Negrea, rumuński bokser (zm. 2001)
  - Kenzō Ōhashi, japoński piłkarz, trener (zm. 2015)
  - Masao Uchino, japoński piłkarz (zm. 2013)
  - Ihor Zajcew, ukraiński piłkarz (zm. 2016)
- 1935:
  - Robin Dixon, brytyjski arystokrata, bobsleista, polityk
  - Arnaud Geyre, francuski kolarz szosowy (zm. 2018)
  - Charles Grodin, amerykański aktor (zm. 2021)
  - Ewa Sułkowska-Bierezin, polska dziennikarka, działaczka opozycji antykomunistycznej (zm. 2013)
- 1936:
  - Avo Paistik, estoński pastor, twórca filmów animowanych (zm. 2013)
  - Andrzej Twerdochlib, polski pisarz, scenarzysta (zm. 1991)
- 1937:
  - Krystyna Czuba, polska medioznawczyni, profesor nauk teologicznych, publicystka, polityk, senator RP
  - Józef Poklewski, polski historyk, wykładowca akademicki (zm. 2019)
  - Jerzy Waszczuk, polski polityk, poseł na Sejm PRL (zm. 2016)
- 1939:
  - Lech Kozioł, polski adwokat, senator RP (zm. 2016)
  - John McCabe, brytyjski pianista (zm. 2015)
- 1940:
  - Francisco Buscató, hiszpański koszykarz
  - Souleymane Cissé, malijski reżyser, scenarzysta i producent filmowy (zm. 2025)
  - Daniel Hurley, australijski duchowny katolicki, biskup Darwin
  - Zdzisław Wardejn, polski aktor
  - Pavel Zářecký, czeski prawnik, polityk
- 1941:
  - Stefan Kaszyński, polski literaturoznawca, filolog germański i skandynawski (zm. 2025)
  - Iwona Lubowska, polska filolog, nauczycielka, polityk, poseł na Sejm kontraktowy
  - Krzysztof Raynoch, polski plastyk, reżyser, scenarzysta oraz animator filmów animowanych (zm. 2022)
- 1942:
  - Laine Erik, estońska lekkoatletka, biegaczka średniodystansowa (zm. 2024)
  - Bolesław Herudziński, polski górnik, polityk, poseł na Sejm RP
  - Giacomo Lanzetti, włoski duchowny katolicki, biskup Alby
  - Vitus Huonder, szwajcarski duchowny katolicki, biskup Chur (zm. 2024)
- 1943:
  - Philippe Séguin, francuski polityk (zm. 2010)
  - Kōichi Wajima japoński bokser
- 1944:
  - Russell Boyd, australijski operator filmowy
  - Stanisława Szydłowska, polska kajakarka, trenerka
  - Tadeusz Walendowski, polski dziennikarz, filmowiec (zm. 2004)
  - Trooper Washington, amerykański koszykarz (zm. 2004)
- 1945:
  - Julián López Martín, hiszpański duchowny katolicki, biskup Leónu
  - Asparuch Nikodimow, bułgarski piłkarz, trener
  - Józef Rospęk, polski inżynier ceramik, polityk, poseł na Sejm PRL
  - Ali Hussein al-Szami, libański prawnik, wykładowca akademicki, dyplomata, polityk
- 1946:
  - Semen Altman, ukraiński piłkarz, trener
  - Rudolf Höhnl, czeski skoczek narciarski
  - László Horváth, węgierski pięcioboista nowoczesny (zm. 2025)
  - Juan José Omella Omella, hiszpański duchowny katolicki, arcybiskup Barcelony, kardynał
  - Jean Thissen, belgijski piłkarz, trener
  - Andrzej Zięba, polski prawnik, politolog (zm. 2020)
- 1947:
  - Robert Black, brytyjski pedofil, seryjny morderca (zm. 2016)
  - Franciszek Gąsior, polski piłkarz ręczny, trener (zm. 2021)
  - Jaroslav Hutka, czeski muzyk i wokalista folkowy
  - Willem Lenssinck, niemiecko-holenderski architekt, projektant
  - Barbara Park, amerykańska autorka książek dla dzieci (zm. 2013)
  - Iggy Pop, amerykański muzyk, wokalista, autor tekstów, aktor
  - Bohdan Wyżnikiewicz, polski ekonomista, statystyk, wykładowca akademicki, urzędnik państwowy
- 1948:
  - Dieter Fromm, niemiecki lekkoatleta, średniodystansowiec
  - Gino Strada, włoski chirurg, działacz społeczny (zm. 2021)
  - Goran Trbuljak, chorwacki operator filmowy
- 1949:
  - William Foley, australijski językoznawca
  - Patti LuPone, amerykańska aktorka, piosenkarka
  - Francisco Pascual Obama Asue, polityk z Gwinei Równikowej, premier
- 1950:
  - Karol Duchoň, słowacki piosenkarz (zm. 1985)
  - Sławomira Kaleta-Wojtasik, polska germanistka, skandynawistka, językoznawczyni, tłumaczka (zm. 2016)
  - Jerzy Kamrowski, polski malarz, poeta, historyk i krytyk sztuki, publicysta (zm. 2011)
  - Halina Mastalerz, polska polityk, poseł na Sejm PRL
  - Cyril Pahinui, amerykański wokalista, gitarzysta, wykonawca muzyki hawajskiej (zm. 2018)
  - Urszula Pająk, polska działaczka społeczna i związkowa, polityk, poseł na Sejm RP (zm. 2018)
  - Michaił Szaraszeuski, białoruski szachista, trener, autor książek szachowych
- 1951:
  - Tony Danza, amerykański aktor
  - Jean-Pierre Dardenne, belgijski reżyser filmowy
  - Michael Freedman, amerykański matematyk, wykładowca akademicki pochodzenia żydowskiego
  - Kim Bo-ae, południowokoreańska aktorka, modelka, poetka (zm. 2017)
  - Aleksandr Ławiejkin, rosyjski inżynier, kosmonauta
  - Assunta Meloni, sanmaryńska pedagog, polityk
  - Piotr Mowlik, polski piłkarz, bramkarz
  - Paweł Nowak, polski generał brygady
  - Vladimír Špidla, czeski polityk, premier Czech, eurokomisarz
- 1952:
  - Sosłan Andijew, osetyjski zapaśnik (zm. 2018)
  - Cheick Modibo Diarra, malijski astrofizyk, polityk, premier Mali
  - Cheryl Gillan, brytyjska polityk, minister ds. Walii (zm. 2021)
- 1953:
  - Hubert Costa, polski chirurg, ekonomista, samorządowiec, polityk, poseł na Sejm RP pochodzenia bangladeskiego
  - Elżbieta Fijałkowska, polska alpinistka, taterniczka, instruktorka wspinaczkowa (zm. 2014)
  - Alena Hrycenka, białoruska urzędniczka państwowa, dyplomatka
  - Amos Masondo, południowoafrykański związkowiec, samorządowiec, polityk
  - Hans Verèl, holenderski piłkarz, trener (zm. 2019)
  - Wojciech Waglewski, polski gitarzysta, wokalista, członek zespołu Voo Voo
- 1954:
  - Ebiet G. Ade, indonezyjski piosenkarz, gitarzysta, autor tekstów
  - Tomasz Brzozowski, polski endokrynolog, fizjolog, wykładowca akademicki
  - Maja Odżakliewska, macedońska piosenkarka pochodzenia serbskiego
  - Russell Smith, amerykański producent filmowy
  - John Wolfe, amerykański prokurator, polityk (zm. 2023)
- 1955:
  - Antonino Caltabiano, włoski zapaśnik
  - Toninho Cerezo, brazylijski piłkarz, trener
  - Kerry Emanuel, amerykański meteorolog, wykładowca akademicki
  - Leszek Gawor, polski historyk filozofii, wykładowca akademicki
  - Siergiej Katanandow, rosyjski polityk
  - Erick Mombaerts, francuski piłkarz, trener
  - Tuheitia Paki, król Maorysów (zm. 2024)
- 1956:
  - Monica Havelka, amerykańska koszykarka, wioślarka (zm. 2009)
  - Peter Kosminsky, brytyjski reżyser i producent filmowy pochodzenia polsko-żydowskiego
  - Andrzej Mietkowski, polski dziennikarz, publicysta, tłumacz
  - Mark Olberding, amerykański koszykarz
- 1957:
  - Andrade, brazylijski piłkarz, trener
  - Monika Auer, włoska saneczkarka
  - Jesús Ramírez, meksykański piłkarz, trener
  - Faustin-Archange Touadéra, środkowoafrykański matematyk, polityk, premier Republiki Środkowoafrykańskiej
  - Piotr Winczura, polski wioślarz (zm. 2023)
- 1958:
  - Mike Barson, brytyjski muzyk, klawiszowiec, kompozytor, członek zespołu Madness
  - Francis Duffy, irlandzki duchowny katolicki, biskup Ardagh i Clonmacnoise
  - Andie MacDowell, amerykańska aktorka, modelka
  - Mustafa Merry, marokański piłkarz
- 1959:
  - Olga Kuragina, rosyjska lekkoatletka, wieloboistka
  - Jerry Only, amerykański basista, członek zespołu The Misfits
  - Jens Orback, szwedzki dziennikarz, polityk
  - Arno Pijpers, holenderski trener piłkarski
  - Robert Smith, brytyjski muzyk, wokalista, członek zespołu The Cure
  - Jan Warzecha, polski samorządowiec, polityk, poseł na Sejm RP
- 1960:
  - Kim Yong-se, południowokoreański piłkarz
  - Julius Korir, kenijski lekkoatleta, długodystansowiec
  - Mirosław Miętus, polski fizyk, oceanograf, geograf
  - Marek Ruszkowski, polski językoznawca, profesor nauk humanistycznych
  - Jeannette Walls, amerykańska dziennikarka, pisarka
- 1961:
  - Cathy Cavadini, amerykańska piosenkarka, aktorka dubbingowa
  - Andriej Chomutow, rosyjski hokeista
  - Ronald Florijn, holenderski wioślarz
  - Ross Tong, nowozelandzki wioślarz
- 1962:
  - Denis Jachiet, francuski duchowny katolicki, biskup pomocniczy Paryża
  - Sławomir Maciejewski, polski aktor
  - Aavo Sarap, estoński piłkarz, trener
  - Siergiej Zalotin, rosyjski pilot wojskowy, kosmonauta
- 1963:
  - Paul Alappatt, indyjski duchowny syromalabarski, biskup Ramanathapuram
  - Ken Caminiti, amerykański baseballista (zm. 2004)
  - Piotr Gryza, polski menedżer, urzędnik państwowy
  - John Cameron Mitchell, amerykański aktor, reżyser, scenarzysta i producent filmowy
- 1964:
  - Kajrat Äbdyrachmanow, kazachski dyplomata, polityk
  - Alex Baumann, kanadyjski pływak
  - Vincenzo Ceci, włoski kolarz torowy
  - Alfred Cole, amerykański bokser
  - Ludmiła Engquist, rosyjska i szwedzka lekkoatletka, płotkarka
  - Kamie Ethridge, amerykańska koszykarka, trenerka
  - Michaił Fridman, rosyjski przedsiębiorca pochodzenia żydowskiego
  - Valentino Grant, włoski bankowiec, menedżer, polityk, eurodeputowany
  - Joanna Jurgała-Jureczka, polska historyk literatury, pisarka
  - Richard Schallert, austriacki skoczek narciarski, trener
  - Marieke Stam, holenderska łyżwiarka szybka
- 1965:
  - Ed Belfour, kanadyjski hokeista, bramkarz
  - Edwin Benne, holenderski siatkarz, trener
  - Thomas Helmer, niemiecki piłkarz, działacz i dziennikarz sportowy
  - Mihail Marin, rumuński szachista
  - Oliver McCall, amerykański bokser
  - Pierbattista Pizzaballa, włoski franciszkanin, kustosz Ziemi Świętej
  - Christina Plate, niemiecka aktorka
  - Anna Skowronek-Mielczarek, polska ekonomistka, wykładowczyni akademicka (zm. 2021)
  - Robert Tondera, polski aktor
- 1966:
  - James Checchio, amerykański duchowny katolicki, biskup Metuchen
  - Michael Franti, amerykański raper, piosenkarz, muzyk
  - Michelle Gomez, brytyjska aktorka
  - Andrzej Korycki, polski wokalista szantowy, gitarzysta, kompozytor
- 1967:
  - Carlena Gower, amerykańska aktorka
  - Marcos Antônio Tavoni, brazylijski duchowny katolicki, biskup Bom Jesus do Gurguéia
- 1968:
  - Richard Igbineghu, nigeryjski bokser
  - Marcin Stosik, polski malarz, rysownik (zm. 2006)
  - Peter van Vossen, holenderski piłkarz
- 1969:
  - Pavol Frešo, słowacki inżynier, przedsiębiorca, polityk
  - Marzanna Graff, polska pisarka, aktorka
  - John Kibowen, kenijski lekkoatleta, długodystansowiec
  - Erik King, amerykański aktor
  - Kirstie Marshall, australijska narciarka dowolna
  - Toby Stephens, brytyjski aktor
- 1970:
  - Glen Hansard, irlandzki aktor, wokalista, autor tekstów, członek zespołu The Frames
  - Michael Sternkopf, niemiecki piłkarz
  - Nicole Sullivan, amerykańska aktorka
  - Hiromi Yamamoto, japońska łyżwiarka szybka
- 1971:
  - Ekin Deligöz, niemiecka polityk pochodzenia tureckiego
  - Anna Grönlund Krantz, szwedzka polityk
  - Sune Berg Hansen, duński szachista
  - Eric Mabius, amerykański aktor
  - Indrek Pertelson, estoński judoka
  - Darius Ulickas, litewski polityk
- 1972:
  - Stefan Brogren, kanadyjski aktor
  - Richard Chelimo, kenijski lekkoatleta, długodystansowiec
  - Sandy Jobin-Bevans, kanadyjski aktor
  - Edoardo Leo, włoski aktor, reżyser filmowy
  - Gwendal Peizerat, francuski łyżwiarz figurowy
  - Vidar Riseth, norweski piłkarz
  - Severina Vučković, chorwacka piosenkarka
- 1973:
  - Ágnes Farkas, węgierska piłkarka ręczna
  - Norbert Raba, polski polityk, poseł na Sejm RP
  - Jelena Rudkowska, białoruska pływaczka
  - Firmin Sanou, burkiński piłkarz
  - Jorge de Silva, meksykański aktor
- 1974:
  - Bård Eithun, norweski perkusista, wokalista, autor tekstów, członek zespołów: Stigma Diabolicum, Thorns, Emperor, Scum, Blood Tsunami, Aborym i Mongo Ninja, morderca
  - Jekatierina Grigorjewa, rosyjska lekkoatletka, sprinterka
  - Maksim Gruznov, estoński piłkarz
  - Diana Gustilina, rosyjska koszykarka
  - Orlando Jordan, amerykański wrestler
  - Tomasz Niedźwiedź, polski reżyser, scenarzysta i producent filmów animowanych
  - Abdelilah Saber, marokański piłkarz
  - Michał Wyrostkiewicz, polski antropolog, medioznawca, teolog, wykładowca akademicki
- 1975:
  - Cristian Sebastián Cejas, argentyński piłkarz, bramkarz
  - Danyon Loader, nowozelandzki pływak
  - Jürgen Panis, austriacki piłkarz
  - Hubert Radzikowski, polski dziennikarz i prezenter radiowy i telewizyjny
  - Marcin Sianko, polski aktor
  - Krzysztof Śmiełowski, polski hokeista
  - Tha Trademarc, amerykański wokalista hip-hopowy
  - Justyna Tomańska, polska pisarka
  - Brian J. White, amerykański aktor
  - Wu Chengying, chiński piłkarz
- 1976:
  - Damian Aleksander, polski aktor musicalowy, piosenkarz, tancerz
  - Alejandro Bender, argentyński judoka
  - Dohtor Miód, polski raper, autor tekstów
  - Gandzorigijn Ganchujag, mongolski zapaśnik
  - Marek Gubała, polski fotograf
  - Hristo Zlatanov, włoski siatkarz pochodzenia bułgarskiego
- 1977:
  - Igor Francetić, chorwacki wioślarz
  - Darius Grigalionis, litewski pływak
  - Tomasz Kot, polski aktor
  - Jetmir Kuqi, albański bokser
  - Marinos Pagdatis, cypryjski tenisista
  - Jamie Salé, kanadyjska łyżwiarka figurowa
- 1978:
  - Marcin Brzozowski, polski aktor
  - Jacob Burns, australijski piłkarz
  - Ricardo Fernandes, portugalski piłkarz
  - Frate Alessandro, włoski franciszkanin, organista, śpiewak
  - Jukka Nevalainen, fiński perkusista, członek zespołu Nightwish
  - Julija Pieczonkina, rosyjska lekkoatletka, płotkarka
  - Branden Steineckert, amerykański perkusista, członek zespołów The Used i Rancid
  - Amund Svensson, norweski muzyk, kompozytor, członek zespołów The Kovenant i Troll
- 1979:
  - Carl Corazzini, amerykański hokeista
  - Artur Gierada, polski samorządowiec, polityk, poseł na Sejm RP
  - Bartłomiej Golec, polski biathlonista
  - Balázs Győrffy, węgierski samorządowiec, polityk, eurodeputowany
  - Markus Kiesenebner, austriacki piłkarz
  - Tobias Linderoth, szwedzki piłkarz
  - Natalja Makiejewa, rosyjska szablistka
  - Buata Malela, kongijski pisarz, literaturoznawca, krytyk literacki
  - James McAvoy, szkocki aktor
  - Ołeksandr Pekanow, ukraiński strongman
- 1980:
  - Katrina Devine, nowozelandzka aktorka pochodzenia irlandzkiego
  - Hadley Fraser, brytyjski aktor, muzyk, piosenkarz
  - Katsura Hoshino, japońska mangaka
  - Emilian Kaszczyk, polski lekkoatleta, skoczek wzwyż
  - Vincent Lecavalier, kanadyjski hokeista
  - Martinez, brazylijski piłkarz
  - Capucine Rousseau, francuska tenisistka
  - Sidney Sampaio, brazylijski aktor, model
- 1981:
  - Grzegorz Gromek, polski aktor
  - Wissem Hmam, tunezyjski piłkarz ręczny
  - Mads Junker, duński piłkarz
  - Nao Oikawa, japońska aktorka pornograficzna
  - Ryan Randle, amerykański koszykarz
  - Agnieszka Saidowska, polska koszykarka, trenerka
  - Bartosz Śniadecki, polski pianista, kompozytor, aranżer, producent muzyczny
  - Te-Tris, polski raper, producent muzyczny
  - Florin Zalomir, rumuński szablista (zm. 2022)
- 1982:
  - Albino Cossa, mozambicki piłkarz, bramkarz
  - Brianne Davis, amerykańska aktorka
  - Piotr Fiodorow, rosyjski aktor
  - Pablo Gabas, kostarykański piłkarz pochodzenia argentyńskiego
  - Edin Nuredinoski, macedoński piłkarz, bramkarz
  - Wenelin Wenkow, bułgarski zapaśnik
- 1983:
  - Todor Aleksiew, bułgarski siatkarz
  - Paweł Brożek, polski piłkarz
  - Piotr Brożek, polski piłkarz
  - Marco Donadel, włoski piłkarz
  - Agata Gramatyka, polska wioślarka
  - Emanuel Kulczycki, polski filozof, wykładowca akademicki
  - Gugu Mbatha-Raw, brytyjska aktorka pochodzenia południowoafrykańskiego
  - Julie Page, brytyjska koszykarka
  - Kim Wall, brytyjska lekkoatletka, sprinterka
- 1984:
  - Jennifer Dahlgren, argentyńska lekkoatletka, młociarka
  - Maciej Faryna, polski wokalista, kompozytor, autor tekstów, współzałożyciel zespołu Stop Mi!
  - Władimir Kuzniecow, kazachski sztangista
  - Derek Meech, kanadyjski hokeista
  - Hikaru Nakamura, japońska mangaka
  - Vuza Nyoni, zimbabwejski piłkarz
  - Michael Tinsley, amerykański lekkoatleta, płotkarz
  - Josip Valčić, chorwacki piłkarz ręczny
- 1985:
  - Takurō Fujii, japoński pływak
  - Anzur Ismailov, uzbecki piłkarz
  - Brittany Schussler, kanadyjska łyżwiarka szybka
  - Lucie Tepea, polinezyjska lekkoatletka, tyczkarka
  - Łukasz Trepczyński, polski pianista
  - İntiqam Zairov, azerski sztangista
- 1986:
  - Thiago Cionek, brazylijsko-polski piłkarz
  - Alexander Edler, szwedzki hokeista
  - Niki Paneta, grecka lekkoatletka, trójskoczkini
  - Monika Sikora, polska urzędniczka państwowa
  - Fanny Smets, belgijska lekkoatletka, tyczkarka
  - Rodney Stuckey, amerykański koszykarz
  - Isabelle Yacoubou-Dehoui, francuska koszykarka pochodzenia benińskiego
- 1987:
  - Alaa Al-Baszir, jordański piłkarz
  - Daniel Federspiel, austriacki kolarz górski i przełajowy
  - Pietro Gandolfi, włoski kierowca wyścigowy
  - Majed El Dein Ghazal, syryjski lekkoatleta, skoczek wzwyż
  - Zafar Machmadow, rosyjski judoka
  - Préjuce Nakoulma, burkiński piłkarz
  - Nílton, brazylijski piłkarz
  - Anastasija Prychod´ko, ukraińska piosenkarka
  - Fábio Santos, brazylijski piłkarz
  - El Mehdi Zoubairi, marokański piłkarz
- 1988:
  - Robbie Amell, kanadyjski aktor
  - Emre Batur, turecki siatkarz
  - Ricky Berens, amerykański pływak
  - Sipo Bohale, piłkarz z Gwinei Równikowej
  - Amir al-Fadl, kuwejcki piłkarz
  - Dzianis Krycki, białoruski piłkarz ręczny
  - Pedro Mosquera, hiszpański piłkarz
  - Mia Permanto, fińska piosenkarka (zm. 2008)
  - Sabramanian Arun Prasad, indyjski szachista
  - Sophie Rundle, brytyjska aktorka
  - Jonathan Summerton, amerykański kierowca wyścigowy
  - Wioleta Tomczak, polska nauczycielka, polityk, poseł na Sejm RP
  - Ibrahima Traoré, gwinejski piłkarz
- 1989:
  - Nikki Cross, szkocka wrestlerka
  - András Debreceni, węgierski piłkarz
  - Pyłyp Harmasz, ukraiński siatkarz, trener
  - Li Chao, chiński szachista
  - Anna Matysiak, polska aktorka
  - Carlos Muñoz, chilijski piłkarz
  - Andrzej Niewulis, polski piłkarz
- 1990:
  - Abdelmoula Berrabeh, marokański piłkarz
  - Nadija Dorofejewa, ukraińska piosenkarka
  - Achmied Gadżymagomiedow, rosyjski zapaśnik
  - Jarosław Jampol, ukraiński piłkarz
  - Mechack Jérôme, haitański piłkarz
  - Natalia Labudda, polska lekkoatletka, sprinterka i płotkarka
  - Ali M’Madi, komoryjski piłkarz
  - Emad Noor, saudyjski lekkoatleta, średnio- i długodystansowiec
  - Tomasz Nowakowski, polski koszykarz
  - Aleksandar Prijović, serbski piłkarz
  - Tunay Torun, turecki piłkarz
- 1991:
  - Hacı Əliyev, azerski zapaśnik
  - Max Chilton, brytyjski kierowca wyścigowy
  - Karolis Chvedukas, litewski piłkarz
  - Paulo Costa, brazylijski zawodnik MMA
  - Frank Dillane, brytyjski aktor
- 1992:
  - Jana Borodina, rosyjska lekkoatletka, trójskoczkini
  - Deng Linlin, chińska gimnastyczka
  - Isco, hiszpański piłkarz
- 1993:
  - Aminat Adeniyi, nigeryjska zapaśniczka
  - Marius Bear, szwajcarski piosenkarz, autor tekstów
  - Karolina Bołdysz, polska lekkoatletka, oszczepniczka
  - Badr Boulahroud, marokański piłkarz
  - Niko Datković, chorwacki piłkarz
  - Francesco De Fabiani, włoski biegacz narciarski
  - Joris De Loore, belgijski tenisista
  - Hidaja Malak Wahba, egipska taekwondzistka
  - Gastón Olveira, urugwajski piłkarz, bramkarz
- 1994:
  - Ludwig Augustinsson, szwedzki piłkarz
  - Alexis Austin, amerykańska siatkarka
  - Laura Kurki, fińska pływaczka
  - Yaremi Mendaro, kubańska siatkarka
  - Wang Shiyue, chińska łyżwiarka figurowa
  - Jennie Simms, amerykańska koszykarka
  - Iga Wasilewska, polska siatkarka
  - Mitchell Weiser, niemiecki piłkarz
- 1995:
  - Josh Adams, walijski rugbysta
  - Piotr Azikiewicz, polski piłkarz
  - Eva de Dominici, argentyńska aktorka, modelka
  - Jale Dreloa, fidżyjski piłkarz
  - Jonathan Hilbert, niemiecki lekkoatleta, chodziarz
- 1996:
  - Iván Arboleda, kolumbijski piłkarz, bramkarz
  - Arianne Hartono, holenderska tenisistka
  - Wiktoria Oleksiewicz, polska judoczka
  - Miloš Ostojić, serbski piłkarz, bramkarz
  - Hein van Rensburg, południowoafrykański zapaśnik
  - Esmee Vermeulen, holenderska pływaczka
- 1997:
  - Gong Xiangyu, chińska siatkarka
  - Gabriela Knutson, czeska tenisistka
  - Arif Niftullayev, azerski zapaśnik
  - Mikel Oyarzabal, hiszpański piłkarz narodowości baskijskiej
  - Matteo Pessina, włoski piłkarz
  - Thunya Sukcharoen, tajska sztangistka
- 1998:
  - Jarrett Allen, amerykański koszykarz
  - Bedoes, polski raper, autor tekstów
  - Jérémy Le Douaron, francuski piłkarz
  - Dinara Kudajewa, rosyjska zapaśniczka
- 1999:
  - Alexander Alvarado, ekwadorski piłkarz
  - Choi Hyun-suk, południowokoreański raper, członek boysbandu Treasure
  - José Hernández Clemente, meksykański piłkarz
  - Édgar Iván López, meksykański piłkarz
- 2000:
  - Francisca Jorge, portugalska tenisistka
  - Atle Lie McGrath, norweski narciarz alpejski pochodzenia amerykańskiego
  - Santiago Moreno, kolumbijski piłkarz
  - Asyłzat Sagymbaj, kazachska zapaśniczka
- 2001 – Edoardo Zambanini, włoski kolarz szosowy
- 2002 – Otávio, brazylijski piłkarz
- 2003:
  - Miguel Rodríguez, meksykański piłkarz
  - Sidi Sané, niemiecki piłkarz pochodzenia senegalskiego
  - Xavi Simons, holenderski piłkarz pochodzenia surinamskiego
  - Gorazd Završnik, słoweński skoczek narciarski
- 2004 – Joel Ordóñez, ekwadorski piłkarz
- 2007 – Izabela, duńska księżniczka

## Zmarli
- 1073 – Aleksander II, papież (ur. ?)
- 1109 – Anzelm z Canterbury, włoski duchowny katolicki, arcybiskup, filozof, teolog, święty (ur. 1033/34)
- 1112 – Bertrand, hrabia Tuluzy i Trypolisu (ur. ?)
- 1142 – Piotr Abelard, francuski teolog, filozof (ur. 1079)
- 1352 – Bolesław III Rozrzutny, książę wrocławski, legnicki i brzeski (ur. 1291)
- 1375 – Muhammad I, sułtan Dekanu (ur. ?)
- 1509 – Henryk VII Tudor, król Anglii (ur. 1457)
- 1552 – Peter Apianus, niemiecki humanista, kartograf, matematyk, astronom (ur. 1495)
- 1557 – Girolamo Parabosco, włoski prozaik, poeta, organista, kompozytor (ur. ok. 1524)
- 1561 – Lukrecja Medycejska, księżniczka florencka, księżna Ferrary, Modeny i Reggio (ur. 1545)
- 1574 – Kosma I Medyceusz, wielki książę Toskanii (ur. 1519)
- 1591 – Sen no Rikyū, japoński współtwórca i mistrz ceremonialnego picia zielonej herbaty matcha (ur. 1522)
- 1621 – Thomas Sagittarius, niemiecki polihistor, pedagog (ur. 1577)
- 1633 – Scipione Dentice, włoski kompozytor (ur. 1560)
- 1642 – Johann Zierenberg, niemiecki polityk, burmistrz i burgrabia królewski w Gdańsku (ur. 1574)
- 1652 – Pietro della Valle, włoski podróżnik (ur. 1586)
- 1662 – Bernhard Fuckeradt, niemiecki jezuita, malarz (ur. 1601)
- 1672 – Antoine Godeau, francuski pisarz (ur. 1605)
- 1679 – Friedrich Geisler, niemiecki prawnik (ur. 1636)
- 1680 – Lazzaro Pallavicino, włoski kardynał (ur. ok. 1603)
- 1699 – Jean Baptiste Racine, francuski dramaturg (ur. 1639)
- 1718 – Philippe de La Hire, francuski astronom, matematyk (ur. 1640)
- 1731:
  - Maurycy Wilhelm, książę Saksonii-Merseburg (ur. 1688)
  - Stefan Bogusław Rupniewski, polski duchowny katolicki, biskup pomocniczy lwowski, biskup kamieniecki i łucki (ur. 1671)
- 1740 – Antonio Balestra, włoski malarz (ur. 1666)
- 1770 – Samuel Sandys, brytyjski polityk (ur. 1695)
- 1772 – Stanisław Sobolewski, polski polityk (ur. 1680)
- 1792 – Jean-Jacques Caffieri, francuski rzeźbiarz (ur. 1725)
- 1793 – (lub 29 kwietnia) John Michell, brytyjski pastor, fizyk, astronom, geolog (ur. 1724)
- 1825 – Johann Friedrich Pfaff, niemiecki matematyk, wykładowca akademicki (ur. 1765)
- 1831:
  - Thursday October Christian, pierwsza osoba urodzona na Pitcairn (ur. 1790)
  - Gesche Gottfried, niemiecka seryjna morderczyni (ur. 1785)
- 1836 – Manuel Fernández Castrillón, meksykański generał (ur. ?)
- 1841 – Aleksander Szyszkow, rosyjski myśliciel nacjonalistyczny (ur. 1754)
- 1842:
  - Bertrand Clausel, francuski generał, marszałek Francji (ur. 1772)
  - Salomon Drejer, duński botanik (ur. 1813)
- 1847 – Friedrich von Gärtner, niemiecki architekt, wykładowca akademicki (ur. 1791)
- 1851 – Ludwik August Hauke, polski urzędnik państwowy Królestwa Kongresowego (ur. 1779)
- 1852 – Iwan Nabokow, rosyjski generał piechoty (ur. 1787)
- 1853 – Stephen Badin, amerykański duchowny katolicki, misjonarz pochodzenia francuskiego (ur. 1768)
- 1860 – Jakub Szela, polski przywódca chłopski (ur. 1787)
- 1863 – Adam Michałowski, polski kapitan, uczestnik powstania listopadowego (ur. 1802)
- 1865 – Josef Navrátil, czeski malarz (ur. 1798)
- 1866 – Krystyn Lach Szyrma, polski filozof, pisarz, publicysta, tłumacz, polityk (ur. 1790)
- 1868:
  - Heinrich Abegg, niemiecki kupiec, filantrop, polityk (ur. 1791)
  - Henry James O’Farrell, australijski kupiec, zamachowiec pochodzenia żydowskiego (ur. 1833)
- 1869 – Robert Scott Lauder, szkocki malarz (ur. 1803)
- 1877:
  - Luigi Vannicelli Casoni, włoski duchowny katolicki, arcybiskup Ferrary, kardynał (ur. 1801)
  - Alfred Wilhelm Volkmann, niemiecki fizjolog, anatom, filozof (ur. 1801)
- 1878 – Temistocle Solera, włoski kompozytor, librecista (ur. 1815)
- 1881 – Jacobus Nicolaas Boshoff, burski polityk, prezydent Wolnego Państwa Orania (ur. 1808)
- 1882 – Walenty Dutkiewicz, polski prawnik, wykładowca akademicki (ur. 1798)
- 1883 – Ruggero Luigi Emidio Antici Mattei, włoski duchowny katolicki, łaciński patriarcha Konstantynopola, kardynał (ur. 1811)
- 1885 – Maksymilian Strasz, polski fotograf, wynalazca, inżynier, architekt (ur. 1804)
- 1888 – Julius Weissenborn, niemiecki fagocista, kompozytor, pedagog (ur. 1837)
- 1889 – Sebastián Lerdo de Tejada, meksykański polityk, prezydent Meksyku (ur. 1823)
- 1891:
  - Henri Chapu, francuski rzeźbiarz (ur. 1833)
  - Ignacy Żagiell, polski lekarz, pisarz, podróżnik, przyrodnik (ur. 1826)
- 1892:
  - Aleksandra, księżniczka pruska, wielka księżna Meklemburgii-Schwerin (ur. 1803)
  - Emelie Tracy Y. Swett, amerykańska poetka (ur. 1863)
- 1893:
  - Luigi Giordani, włoski duchowny katolicki, arcybiskup Ferrary, kardynał (ur. 1822)
  - Lajos Markusovszky, węgierski chirurg (ur. 1815)
  - Edward Stanley, brytyjski arystokrata, polityk (ur. 1826)
- 1894:
  - Karol Chełmiński, polski powstaniec (ur. 1814)
  - Konrad z Parzham, niemiecki kapucyn, święty (ur. 1818)
- 1895 – Fryderyk von Waldburg-Wolfegg-Waldsee, niemiecki arystokrata, jezuita (ur. 1861)
- 1896:
  - Maurice de Hirsch, niemiecki i austro-węgierski finansista pochodzenia żydowskiego (ur. 1831)
  - Adalbert Krueger, niemiecki astronom, wykładowca akademicki (ur. 1832)
- 1898 – Louis Théodore Gouvy, francuski kompozytor (ur. 1819)
- 1899 – Heinrich Kiepert, niemiecki geograf, kartograf, wykładowca akademicki (ur. 1818)
- 1900:
  - Bernard Hantke, polski przemysłowiec pochodzenia żydowskiego (ur. 1826)
  - Alphonse Milne-Edwards, francuski zoolog, paleontolog, ornitolog (ur. 1835)
  - Heinrich Vogl, niemiecki śpiewak operowy (tenor) (ur. 1845)
- 1905 – Stanisław Niedzielski, polski lekarz, balneolog (ur. 1859)
- 1906:
  - Guillaume-Marie-Joseph Labouré, francuski duchowny katolicki, arcybiskup Rennes, kardynał (ur. 1841)
  - Danyło Taniaczkewycz, ukraiński duchowny greckokatolicki, działacz społeczny, polityk (ur. 1842)
- 1908:
  - Franciszek Malczyński, polski duchowny greckokatolicki, biskup Alessio w Turcji (obecnie Lezha w Albanii) (ur. 1829)
  - Theodor von Sickel, niemiecko-austriacki historyk, wykładowca akademicki (ur. 1826)
- 1910:
  - Marko Kropywnycki, ukraiński aktor, dramaturg, reżyser teatralny, kompozytor (ur. 1840)
  - Mark Twain, amerykański pisarz, satyryk, humorysta, wolnomularz pochodzenia szkockiego (ur. 1835)
- 1912 – Yung Wing chiński dyplomata (ur. 1828)
- 1913:
  - Raymond Callemin, belgijski anarchista (ur. 1890)
  - Kost Teliszewśkyj, ukraiński prawnik, polityk, działacz społeczny (ur. 1851)
- 1915 – Stanisław Filibert Fleury, polski fotograf, malarz (ur. 1858)
- 1917:
  - George Thomas Baird, kanadyjski polityk (ur. 1847)
  - Apolinary Kotowicz, polski malarz, portrecista, dekorator teatralny, fotograf (ur. 1859)
- 1918:
  - Armengol Coll y Armengol, hiszpański duchowny, klaretyn, misjonarz, prefekt apostolski Wysp Annobon, Corisco i Fernando Poo, wikariusz apostolski Fernando Poo, założyciel Zgromadzenia Misjonarek Maryi Niepokalanej (ur. 1859)
  - Fryderyk II, książę Anhaltu (ur. 1856)
  - Manfred von Richthofen, niemiecki baron, pilot wojskowy, as myśliwski (ur. 1892)
- 1919 – A. Wajter, żydowski prozaik, dramaturg, działacz Bundu (ur. 1878)
- 1920:
  - Henry Mosler, amerykański malarz pochodzenia żydowskiego (ur. 1841)
  - Augustyn Skoczylas, polski sierżant (ur. 1899)
- 1921:
  - Teresa Ciszkiewiczowa, polska lekarka, działaczka społeczna i polityczna (ur. 1848)
  - Henryk Walter, polski inżynier, wynalazca, urzędnik galicyjskiej administracji górniczej, uczestnik powstania styczniowego (ur. 1835)
- 1922 – Alessandro Moreschi, włoski śpiewak (ur. 1858)
- 1924:
  - Marie Corelli, brytyjska pisarka (ur. 1855)
  - Eleonora Duse, włoska aktorka (ur. 1858)
  - Richard Paltauf, austriacki patolog, bakteriolog (ur. 1858)
- 1926 – Jurij Pilk, serbołużycki historyk, kompozytor, pedagog (ur. 1858)
- 1927 – Roman Adame Rosales, meksykański duchowny katolicki, męczennik, święty (ur. 1859)
- 1929:
  - Daniel Smith Lamb, amerykański anatom (ur. 1843)
  - Józef Londzin, polski duchowny katolicki, działacz narodowy, historyk, bibliograf, polityk (ur. 1862)
  - William Spry, amerykański polityk (ur. 1864)
- 1931 – Heinrich Frenkel, szwajcarski neurolog (ur. 1860)
- 1933 – Alfons Parczewski, polski prawnik, historyk, lingwista, bibliofil, etnograf, regionalista, działacz społeczny i narodowy, wydawca prasowy, polityk (ur. 1849)
- 1934 – Carsten Borchgrevink, norweski naukowiec, polarnik (ur. 1864)
- 1935 – Bolesław Jaźwiński, polski generał brygady (ur. 1882)
- 1936 – Marian Słoniński, polski pułkownik dyplomowany kawalerii (ur. 1891)
- 1937:
  - George Caridia, brytyjski tenisista (ur. 1869)
  - William Davidson, amerykański przedsiębiorca (ur. ?)
- 1938:
  - Muhammad Iqbal, indyjski teolog muzułmański, mistyk, filozof, poeta (ur. 1877)
  - Henryk Kliem, polski inżynier, ewangelicki działacz kościelny (ur. 1878)
- 1940:
  - George Nicoll Barnes, brytyjski polityk (ur. 1859)
  - Światopełk Karpiński, polski poeta, satyryk (ur. 1909)
  - Franciszek Mitręga, polski prezbiter katolicki, męczennik, Sługa Boży (ur. 1883)
- 1941:
  - Karel Kašpar, czeski duchowny katolicki, arcybiskup metropolita praski, kardynał (ur. 1870)
  - Fritz Manteuffel, niemiecki gimnastyk (ur. 1875)
- 1942 – Józef Sitarz, polski porucznik piechoty, malarz, rysownik, rzeźbiarz (ur. 1885)
- 1943:
  - Juliusz Bijak, polski generał dywizji (ur. 1860)
  - Rihard Jakopič, słoweński malarz (ur. 1896)
  - Gela Szeksztajn-Lichtensztajn, polska malarka, graficzka pochodzenia żydowskiego (ur. 1907)
- 1944:
  - Hans-Valentin Hube, niemiecki generał pułkownik (ur. 1890)
  - Dmitrij Kossikowski, rosyjski generał major, kolaborant (ur. 1882)
  - Frederick Richard Simms, brytyjski przemysłowiec, pionier motoryzacji (ur. 1863)
- 1945 – Walther Model, niemiecki feldmarszałek (ur. 1891)
- 1946 – John Maynard Keynes, brytyjski ekonomista (ur. 1883)
- 1948 – Aldo Leopold, amerykański leśnik, ekolog (ur. 1887)
- 1950 – Adam Tadeusz Wieniawski, polski kompozytor, pedagog muzyczny (ur. 1879)
- 1952 – Stafford Cripps, brytyjski polityk (ur. 1889)
- 1954 – Emil Leon Post, amerykański matematyk, logik pochodzenia polsko-żydowskiego (ur. 1897)
- 1956 – Zbigniew Raniszewski, polski żużlowiec (ur. 1927)
- 1958 – Antal Szabó, węgierski piłkarz, bramkarz (ur. 1910)
- 1960:
  - Olof Aschberg, szwedzki bankier, przedsiębiorca pochodzenia żydowskiego (ur. 1877)
  - Jan Antoni Miączyński, polski historyk sztuki, muzealnik (ur. 1906)
  - Wincenty Styś, polski ekonomista, prawnik, wykładowca akademicki (ur. 1903)
- 1961:
  - Serafino Mazzarocchi, włoski gimnastyk (ur. 1890)
  - James Melton, amerykański piosenkarz (ur. 1904)
  - Otto zur Strassen, niemiecki zoolog, wykładowca akademicki (ur. 1869)
- 1965 – Edward Victor Appleton, brytyjski fizyk, laureat Nagrody Nobla (ur. 1892)
- 1966 – Josef Dietrich, niemiecki wojskowy (ur. 1892)
- 1967:
  - André Danjon, francuski astronom (ur. 1890)
  - Iwan Krypjakewycz, ukraiński historyk, wykładowca akademicki (ur. 1886)
- 1970 – Włodzimierz Boldireff-Strzemiński, polski inżynier dróg i mostów, działacz turystyczny (ur. 1883)
- 1971 – Edmund Lowe, amerykański aktor (ur. 1890)
- 1973:
  - Merian C. Cooper, amerykański reżyser filmowy, pilot wojskowy (ur. 1893)
  - Arthur Fadden, australijski polityk, premier Australii (ur. 1894)
- 1974:
  - Mirja Mane, fińska aktorka (ur. 1929)
  - Masataka Yamawaki, japoński generał (ur. 1886)
- 1975 – Pascoal Ranieri Mazzilli, brazylijski polityk, prezydent Brazylii pochodzenia włoskiego (ur. 1910)
- 1976 – Michał Boruciński, polski malarz, grafik (ur. 1885)
- 1978 – Sandy Denny, brytyjska wokalistka, członkini zespołu Fairport Convention (ur. 1947)
- 1979 – Ira Vail, kanadyjski kierowca wyścigowy (ur. 1893)
- 1980:
  - Stanisław Batawia, polski prawnik, kryminolog, lekarz, wykładowca akademicki (ur. 1898)
  - Kiriłł Iljaszenko, radziecki i mołdawski polityk (ur. 1915)
  - Józef Łach, polski polityk, poseł na Sejm PRL (ur. 1926)
  - Antoni Łaszkiewicz, polski mineralog, krystalograf, wykładowca akademicki (ur. 1904)
  - Aleksandr Oparin, rosyjski biochemik, wykładowca akademicki (ur. 1894)
- 1982:
  - Halina Rudnicka, polska pisarka, publicystka, autorka podręczników (ur. 1909)
  - Konstancja Swinarska, polska geograf, pedagog (ur. 1892)
- 1983:
  - Édouard Bader, francuski rugbysta (ur. 1899)
  - Momčilo Đokić, jugosłowiański piłkarz (ur. 1911)
- 1984:
  - Marcel Janco, rumuński artysta wizualny, architekt, teoretyk sztuki pochodzenia żydowskiego (ur. 1895)
  - Christo Prodanow, bułgarski himalaista (ur. 1943)
- 1985 – Tancredo Neves, brazylijski prawnik, polityk, prezydent elekt Brazylii (ur. 1910)
- 1987 – Patrick Martin, amerykański bobsleista (ur. 1923)
- 1988 – I.A.L. Diamond, amerykański producent i scenarzysta filmowy pochodzenia żydowskiego (ur. 1920)
- 1989:
  - Henryk Krukowski, polski major (ur. 1897)
  - Magdalena Sokołowska, polska lekarka, socjolog medycyny, profesor nauk humanistycznych (ur. 1922)
- 1990:
  - Erté, rosyjski malarz, grafik, ilustrator, projektant mody (ur. 1892)
  - Silvio Leonardi, włoski inżynier, prawnik, polityk, eurodeputowany (ur. 1914)
  - Tadeusz Parpan, polski piłkarz, trener (ur. 1919)
- 1991:
  - Richard Walker Bolling, amerykański polityk (ur. 1916)
  - Willi Boskovsky, austriacki skrzypek, dyrygent (ur. 1909)
  - Stanisław Kubicki, polski geolog (ur. 1932)
  - Bernard Laidebeur, francuski lekkoatleta, sprinter (ur. 1942)
  - Aleksiej Wodiagin, rosyjski piłkarz, trener (ur. 1925)
- 1992 – Väinö Linna, fiński pisarz (ur. 1920)
- 1994:
  - Jacek Stwora, polski pisarz, autor audycji radiowych (ur. 1918)
  - Bogdan Wojdowski, polski pisarz, krytyk literacki i teatralny, publicysta (ur. 1930)
- 1995 – Rivai Apin, indonezyjski poeta, publicysta (ur. 1927)
- 1996:
  - Zora Arkus-Duntov, amerykański inżynier pochodzenia rosyjsko-żydowskiego (ur. 1909)
  - Dżochar Dudajew, czeczeński dowódca wojskowy, polityk, prezydent Czeczeńskiej Republiki Iczkerii (ur. 1944)
  - Robert Hersant, francuski przedsiębiorca, polityk (ur. 1920)
  - Ireneusz Roszkowski, polski ginekolog-położnik (ur. 1909)
  - Bertel Storskrubb, fiński lekkoatleta, płotkarz, sprinter i średniodystansowiec (ur. 1917)
- 1997:
  - Diosdado Macapagal, filipiński prawnik, ekonomista, polityk, prezydent Filipin (ur. 1910)
  - Andrés Rodríguez, paragwajski generał, polityk, prezydent Paragwaju (ur. 1923)
- 1998:
  - H.P. Clausen, duński historyk, polityk (ur. 1928)
  - Jean-François Lyotard, francuski filozof (ur. 1924)
- 1999:
  - Roger Daniel, francuski szachista (ur. 1915)
  - Georges Miez, szwajcarski gimnastyk (ur. 1904)
- 2000:
  - Piotr Gancarz, polski żużlowiec (ur. 1970)
  - Al Purdy, kanadyjski poeta (ur. 1918)
- 2002:
  - Verné Lesche, fińska łyżwiarka szybka (ur. 1917)
  - Walter Matt, amerykański dziennikarz, publicysta, wydawca (ur. 1915)
  - Józef Reszpondek, polski bokser (ur. 1951)
- 2003:
  - Aleksander Gawroński, polski aktor (ur. 1939)
  - Nina Simone, amerykańska wokalistka i pianistka jazzowa (ur. 1933)
- 2004 – Larry Lederman, amerykański zapaśnik, działacz sportowy (ur. 1914)
- 2005:
  - William Kruskal, amerykański matematyk i statystyk (ur. 1919)
  - Gerry Marshall, brytyjski kierowca rajdowy (ur. 1941)
- 2006:
  - Alojzy Melich, polski ekonomista, polityk, poseł na Sejm PRL (ur. 1918)
  - Telê Santana, brazylijski piłkarz, trener (ur. 1933)
- 2007:
  - Stanisław Dragan, polski bokser (ur. 1941)
  - Jan Tadeusz Stanisławski, polski satyryk, aktor (ur. 1936)
- 2008 – Stanisław Makowski, polski filolog, wykładowca akademicki (ur. 1931)
- 2009 – Viliam Veteška, słowacki prawnik, przedsiębiorca, polityk (ur. 1953)
- 2010:
  - Sammy Baird, szkocki piłkarz (ur. 1930)
  - Juan Antonio Samaranch, hiszpański działacz sportowy, prezydent MKOl (ur. 1920)
- 2011:
  - Harold Garfinkel, amerykański socjolog (ur. 1917)
  - Stanisław Szczuka, polski adwokat, działacz opozycji antykomunistycznej (ur. 1928)
  - Alina Witkowska, polska eseistka, historyk literatury (ur. 1928)
  - Jacek Wróbel, polski malarz, grafik (ur. 1960)
- 2012:
  - Oskar Pawlas, polski malarz (ur. 1924)
  - Arystarch (Stankiewicz), białoruski duchowny prawosławny, arcybiskup homelski i żłobiński (ur. 1941)
- 2013:
  - Leopold Engleitner, austriacki Świadek Jehowy, więzień obozów koncentracyjnych (ur. 1905)
  - William Edward Murray, australijski duchowny katolicki, biskup Wollongong (ur. 1920)
- 2014 – Stanisława Selmówna, polska tancerka baletowa (ur. 1920)
- 2015:
  - Meyer Howard Abrams, amerykański krytyk literacki (ur. 1912)
  - Ferenc Konrád, węgierski piłkarz wodny, trener (ur. 1945)
  - John Moshoeu, południowoafrykański piłkarz (ur. 1965)
  - Janaki Ballabh Patnaik, indyjski dziennikarz, polityk (ur. 1927)
- 2016:
  - Jann Castor, polski muzyk, gitarzysta, kompozytor, poeta (ur. 1954)
  - Hans Koschnick, niemiecki polityk (ur. 1929)
  - Ferenc Paragi, węgierski lekkoatleta, oszczepnik (ur. 1953)
  - Prince, amerykański muzyk, piosenkarz, kompozytor, producent muzyczny (ur. 1958)
- 2017:
  - Andrzej Biedrzycki, polski piłkarz (ur. 1966)
  - Ugo Ehiogu, angielski piłkarz, trener pochodzenia nigeryjskiego (ur. 1972)
  - Sandy Gallin, amerykańska producentka muzyczna, promotorka talentów (ur. 1940)
- 2018:
  - Jeff Butcher, kanadyjski tłumacz, dziennikarz, aktor (ur. 1975)
  - Nabi Tajima, japońska superstulatka, najstarsza osoba na świecie (ur. 1900)
  - Verne Troyer, amerykański aktor, kaskader (ur. 1969)
- 2019:
  - Krasimir Bezinski, bułgarski piłkarz (ur. 1961)
  - Hannelore Elsner, niemiecka aktorka (ur. 1942)
  - Steve Golin, amerykański producent filmowy (ur. 1955)
- 2020:
  - Stanisław Chwirot, polski fizyk, biofizyk (ur. 1950)
  - Dimitri Diatchenko, amerykański aktor (ur. 1968)
  - Abd ar-Rahim al-Kib, libijski polityk, premier Libii (ur. 1950)
  - Tadeusz Pióro, polski biolog, epidemiolog, samorządowiec, członek zarządu województwa podkarpackiego, burmistrz Sanoka (ur. 1956)
  - Laisenia Qarase, fidżyjski polityk, premier Fidżi (ur. 1941)
- 2021:
  - Håkon Brusveen, norweski biegacz narciarski (ur. 1927)
  - Gilbert Clain, francuski rzeźbiarz (ur. 1941)
  - Marc Ferro, francuski historyk (ur. 1924)
  - Thomas Fritsch, niemiecki aktor (ur. 1944)
  - Shankha Ghosh, indyjski poeta, krytyk literacki (ur. 1932)
  - Alfredo Graciani, argentyński piłkarz (ur. 1965)
  - Aleksandra Karzyńska, polska aktorka (ur. 1927)
  - Marian Kosiński, polski piłkarz, trener (ur. 1945)
  - Segismundo Martínez Álvarez, hiszpański duchowny katolicki, biskup Corumby (ur. 1943)
  - Antonio Palang, filipiński duchowny katolicki, biskup, wikariusz apostolski San Jose in Mindoro (ur. 1946)
  - Wojciech Ziemba, polski duchowny katolicki, biskup ełcki, arcybiskup metropolita białostocki i warmiński (ur. 1941)
- 2022:
  - Mwai Kibaki, kenijski polityk, prezydent Kenii (ur. 1931)
  - Jacques Perrin, francuski aktor (ur. 1941)
  - Andrzej Siezieniewski, polski dziennikarz radiowy (ur. 1951)
- 2023:
  - Cornell H. Fleischer, amerykański historyk, wykładowca akademicki (ur. 1950)
  - Róża Kaźmierczakowa, polska botanik (ur. 1939)
  - Dalia Kuodytė, litewska historyk, polityk (ur. 1962)
  - Juan Carlos Sarnari, argentyński piłkarz, trener (ur. 1942)
  - Anna Sitarska, polska bibliotekoznawczyni, wykładowczyni akademicka (ur. 1938)
- 2024:
  - Hana Brejchová, czeska aktorka (ur. 1946)
  - Wiesława Drojecka, polska piosenkarka (ur. 1930)
  - Jan Sylwester Drost, polski plastyk, projektant wzornictwa przemysłowego, technolog szkła (ur. 1934)
  - Danuta Hałaburda, polska siatkarka, trenerka (ur. 1946)
  - Dževad Jahić, bośniacki językoznawca, wykładowca akademicki (ur. 1948)
  - Hieronim Kubiak, polski socjolog, wykładowca akademicki, działacz partyjny (ur. 1934)
  - Chajjim Lewin, izraelski piłkarz (ur. 1937)
  - Stanisław Socha, polski inżynier, wykładowca akademicki, urzędnik państwowy (ur. 1945)
- 2025:
  - Urszula Figwer, polska lekkoatletka, oszczepniczka, siatkarka (ur. 1931)
  - Jorge Mario Bergoglio, argentyński duchowny katolicki, jezuita, arcybiskup metropolita Buenos Aires, prymas Argentyny, kardynał, papież Franciszek (ur. 1936)
  - Marek Jagodziński, polski duchowny katolicki, teolog, wykładowca akademicki (ur. 1956)
  - Danuta Mliczewska, polska ekonomistka, wykładowczyni akademicka (ur. 1947)
  - Francis Zammit Dimech, maltański prawnik, polityk, minister spraw zagranicznych, eurodeputowany (ur. 1954)